# Dystasia laterivitta
Dystasia laterivitta là một loài bọ cánh cứng trong họ Cerambycidae.